# Autoroute A 13
Die Autoroute A 13, auch als Autoroute de Normandie bezeichnet, ist eine französische Autobahn mit einer Gesamtlänge von 225 km. Sie verbindet Paris via Rouen mit Caen.
Historisch gesehen ist es die erste französische Autobahn, sie sollte 1940 eröffnet werden, aber der Beginn des Zweiten Weltkrieges verzögerte die Eröffnung des ersten Teilstücks zwischen Orgeval und Saint-Cloud bis zum 9. Juni 1946.
Das Teilstück von Paris bis Mantes-la-Jolie ist mautfrei, darüber hinaus ist die Benutzung der A 13 kostenpflichtig. Sie wird von der Société des autoroutes Paris-Normandie (SAPN) verwaltet.

## Autoroute A 13a
Die Autoroute A 13a ist ein Seitenast der A 13, welcher von der Anschlussstelle 14 abzweigt und eine Verbindung nach Bonnières-sur-Seine herstellt. Er trägt den Namen Bretelle de Bonnières-sur-Seine. Die A 13a ist drei Kilometer lang und wurde 1963 in Betrieb genommen.